# Paramimegralla
Paramimegralla är ett släkte av tvåvingar. Paramimegralla ingår i familjen skridflugor.
Kladogram enligt Catalogue of Life:
| Paramimegralla | \| \| Paramimegralla madagascariensis \| \| \| \| \| \| Paramimegralla nigra \| \| \| \| \| \| Paramimegralla stuckenbergi \| \| \| \| \| \| Paramimegralla vadoni \| \| \| \| |
|                | \| \| Paramimegralla madagascariensis \| \| \| \| \| \| Paramimegralla nigra \| \| \| \| \| \| Paramimegralla stuckenbergi \| \| \| \| \| \| Paramimegralla vadoni \| \| \| \| |
|                | Paramimegralla madagascariensis |
|                | |
|                | Paramimegralla nigra |
|                | |
|                | Paramimegralla stuckenbergi |
|                | |
|                | Paramimegralla vadoni |
|                | |